# Omni-Man
Omni-Man est un personnage du comic Invincible. Il est 93e du classement IGN des Super-vilains.

## Biographie fictive
Après son arrivée sur Terre, Omni-Man adopte l'identité secrète de l'écrivain Nolan Grayson. Une jeune femme à qui il a sauvé la vie deviendra sa femme, Debbie Grayson, avec qui il aura un fils Mark Grayson. Il a longtemps fait croire aux gouvernements et à sa famille qu'il avait été envoyé par Viltrum sur Terre pour lui permettre de rejoindre l'empire en la protégeant et l'aidant à être la plus avancée possible. En réalité, il a été envoyé afin de réduire à néant les défenses terriennes afin d'annexer la Terre à l'empire de Viltrum. Lorsque son fils Mark, alias Invincible, l'apprend, Omni-Man et lui se battent, Invincible ne pouvant accepter cela. Omni-Man est même prêt à tuer son fils mais il renonce au dernier moment et s'enfuit du système solaire ce qui fait de lui un traître à son peuple puisqu'il est le premier à déserter.
Plus tard, Mark Grayson reçoit la visite d'un extraterrestre ayant l'apparence d'un insecte bleu qui lui demande son aide. En effet, sa planète est en grand danger et Mark semble être leur seule chance de survie. Sur cette planète, Mark retrouve son père devenu souverain de ce monde. Après de touchantes retrouvailles, Invincible semble pardonner à son père ses actes passés et Omni-man lui explique comment il est devenu le maître de ce monde : après avoir quitté la Terre, ne pouvant retourner sur Viltrum, Nolan s'est mis en quête d'une planète sur laquelle il pourrait refaire sa vie. Très vite, il découvrit ce monde peuplé d'insectes intelligents au développement technologique similaire aux humains. Seulement, à la différence des humains, ces créatures possédaient une espérance de vie d'environ 9 mois. Aussi, la tradition voulait que le plus vieux d'entre eux prennent la place de chef. Ce fut donc très facile pour Nolan de devenir le maître de cette planète en raison de son âge. Il explique aussi à Mark qu'il a refait sa vie : il a une femelle, Andressa et un fils. Cet enfant, à demi-Viltrumite, demi-insecte, vieillit donc plus vite qu'un humain mais vivra plus longtemps.
Enfin, Nolan annonce qu'il redoute l'arrivée des Viltrumites sur la planète et que c'est pour cette raison qu'il a fait appel à Mark.
Peu de temps après, 3 Viltrumites arriveront sur la planète afin d'exterminer ses habitants. Mark et son père arriveront à les vaincre mais ils seront gravement blessés. C'est alors que l'empire Viltrumite fera son apparition, capturant Nolan et soignant Mark afin que celui-ci poursuive le travail initial de son père : conquérir la Terre. Avant d'être emmené, Nolan dira à Mark de lire ses livres...
Pendant sa captivité, Nolan subit plusieurs épreuves dans le but de déterminer s'il est apte à être exécuté de manière digne d'un Viltrumites, chose qui lui est finalement accordé. Nolan est ensuite rejoint en prison par Allen l'Alien, qui élabore alors un plan dans le but de s'échapper afin de pouvoir rallier Nolan à la Coalition des planètes. Une fois évadés, Nolan révèle à Allen que les Viltrumites de sang pur ne sont en réalité plus qu'une cinquantaine, exterminés par un puissant virus ayant anéanti leur population. 
Nolan accompagne ensuite Allen jusqu'à Talescria, où il lui est révélé que Thaedus, le leader de la Coalition des planètes, est également un Viltrumite rebelle. Nolan et Allen explorent ensuite la galaxie à la recherche d'armes et d'alliés pouvant leur permettre de vaincre les Viltrumites. Nolan rejoint finalement la Terre afin de rallier ses fils Mark et Oliver dans la guerre qui est sur le point de débuter. Nolan tombe alors sur Debbie et tente de s'excuser auprès d'elle mais cette dernière refuse catégoriquement de pardonner son mari. 
Une fois la guerre entamée, de nombreux combats opposent la Coalition aux Viltrumites, jusqu'à la bataille finale sur Viltrum, la planète étant devenue un sanctuaire. Un terrible combat débute alors entre Nolan, Mark, Oliver et Thaedus contre les derniers Viltrumites, dirigés par le Grand-Régent Thragg. Finalement, Nolan, Mark et Thaedus remportent la bataille en détruisant Viltrum. Les Viltrumites survivants ayant disparu, Nolan et Mark rejoignent la Terre où ils tombent sur Thragg. Le Grand-Régent annonce alors aux Grayson que les Viltrumites se sont cachés sur Terre afin de reconstruire leur population, mais il propose ainsi une trêve. Sachant que s'opposer aux Viltrumites mènerait à une extermination des Terriens, Nolan et Mark n'ont d'autre choix que d'accepter cet accord.   
Debbie semble progressivement pardonner Nolan pour ses actes. Nolan est ensuite approché par Cecil Stedman, celui-ci ne pouvant se passer d'un Viltrumite mais ne pouvant pas non plus autoriser Nolan à retourner sur terre. Cecil conclut un accord avec Nolan, qui doit alors rester sur la base lunaire dans le but de tenir Thragg à l'oeil, chose que Nolan accepte. Immédiatement après, Nolan est attaqué par Thragg qui lui révèle que Nolan et ses fils sont les héritiers du défunt empereur des Viltrumites, Argall. Cette révélation signifie donc que Nolan est le dirigeant légitime de Viltrum, ce que Thragg refuse car se considérant comme le véritable leader de leur peuple. Il s'ensuit alors un violent affrontement pendant lequel Nolan manque d'être tué par Thragg. Néanmoins, Nolan est ensuite secouru par les autres Viltrumites, qui voient en Nolan leur véritable chef. Nolan est alors proclamé empereur par les Viltrumites.    
Ayant constaté que la vie sur Terre l'avait changé, et qu'elle change également la mentalité des autres Viltrumites, Nolan décide de consacrer son règne à repeupler leur espèce et à enseigner la compassion chez les Viltrumites. Pour illustrer son choix, Nolan épargne Thragg et le bannit, plutôt que de le tuer selon les anciennes pratiques de Viltrum.    
Quelque temps plus tard, lors de la trahison et prise de pouvoir de Robot, Nolan est confronté à l'arrivée de l'un des drones de Robot sur la Lune. Robot explique à Nolan qu'un affrontement entre-eux ne mènerait qu'à leur destruction mutuelle. Il propose alors à Nolan de collaborer avec lui pour le bien des Terriens et des Viltrumites. Nolan ne voulant pas menacer la survies des Viltrumites, il accepte l'accord à contre-cœur, malgré les protestations de Mark qui avait échappé à une tentative d'assassinat de la part de Robot.    
Cinq ans plus tard, Nolan continue de diriger les Viltrumites et accepte même à plusieurs occasions d'aider Robot pour contrer plusieurs menaces globales contre la Terre. Néanmoins, le retour de Thragg constitue un nouveau danger pour les Viltrumites. En effet, Thragg, après avoir créé une armée constituée de ses enfants (de la même manière que Nolan avait engendré Oliver), assassine Oliver et manque de tuer Mark, Eve et leur fille Terra. Nolan accepte finalement de se joindre à la Coalition des planètes pour tuer Thragg, Nolan se reprochant d'avoir épargné Thragg et ainsi mener à la mort de son fils. Nolan demande donc, mais se refuse de l'exiger, aux Viltrumites de se joindre à lui contre Thragg, ce qu'ils acceptent à l'unanimité pour sauver leurs familles sur Terre. Le combat final à alors lieu dans l'orbite de la Terre. Pendant cette bataille, Nolan affronte Thragg mais il est mortellement blessé par ce dernier. Nolan est ensuite rapatrié sur un vaisseau de la Coalition, tandis que Mark termine son combat à mort contre Thragg. Une fois Thragg définitivement vaincu, Nolan confie le rôle d'empereur et la protection des Viltrumites à Mark. Nolan meurt finalement dans les bras de son fils.

### Autres médias
- Invincible (série télévisée d'animation) 2021 Amazon Prime Video